# Corner (finance)
W finansach corner (od angielskiego czasownika to corner, "zagonić w róg" lub "osaczyć") to manipulacja rynkowa, organizowana przez jednego lub  uczestników rynku, działających wspólnie na rzecz zysku ekonomicznego i których celem jest zmuszenie sprzedawców krótkoterminowych do likwidacji swoich pozycji za wszelką cenę w perspektywie zbliżającej się klęski.
Corner jest obecnie uważany w większości systemów prawnych za nadużycie rynkowe oraz przestępstwo podlegające sankcjom.

## Założenia
Pewni uczestnicy rynku, nazywani uczestnikami "A", spekulują spadek wartości danego aktywa, np. akcji spółki ”X". Sprzedają więc akcje "X", których jeszcze nie posiadają: kupili je fikcyjnie, podpisując umowę, zgodnie z którą będą musieli faktycznie zapłacić za te akcje dopiero w określonym terminie (np. za miesiąc), w cenie, którą wówczas osiągną.
Celem grupy "A" jest spadek wartości aktywa, aby sprzedaż, którą dzisiaj realizują, była wyższa niż cena, którą będą musieli zapłacić za miesiąc. Mogą próbować przyczynić się do tego spadku na różne sposoby, legalne lub nie (rozpowszechnianie plotek o spółce "X", wprowadzanie na rynek dużej liczby akcji "X", itd.).
Jednak inni uczestnicy rynku, uczestnicy "B", mogą próbować udaremnić tę strategię. Oni w przeciwieństwie do grupy "A", będą starali się kupić jak najwięcej akcji "X" i je przechowywać. To przyczynia się do utrzymania ceny aktywa "X", która nie maleje, na co liczyli uczestnicy "A". Kiedy nadejdzie termin płatności, uczestnicy "A" muszą za wszelką cenę kupić akcje, które fikcyjnie sprzedali na początku miesiąca. Uczestnicy "B" są zatem w silnej pozycji i sprzedają swoje akcje "X" do uczestników "A" po cenie, która przyniesie im zysk.
Grupa "A" poniosła zatem porażkę w swojej spekulacji spadku cen, podczas gdy grupa "B" z powodzeniem przeprowadziła corner.
Tego typu działanie, przeprowadzone mniej lub bardziej celowo, doprowadziło w październiku 2008 r. do gwałtownego wzrostu wartości akcji Volkswagena, które osiągnęły cenę prawie 1 000 euro, czyli ponad trzy razy więcej niż ich cena standardowa.

## Synonimy i warianty
Używa się również słowa squeeze, pochodzącego z angielskiego czasownika oznaczającego "ściskać”, lecz w tym kontekście ma on szersze znaczenie. Zjawisko "squeeze" nie musi wynikać z celowego działania jednej lub kilku osób, może być także efektem nierównowagi strukturalnej lub regulacyjnej.
Ogólnie rzecz biorąc, mówi się o "skupowaniu" w przypadku każdej próby gromadzenia dóbr w celu sztucznego wywołania niedoboru, a następnie odsprzedaży ich w małych partiach po zawyżonych cenach.
Próby przeprowadzenia cornera to bardzo ryzykowne spekulacje, które w niektórych przypadkach uderzają rykoszetem w ich autorów, gdy sytuacja na rynku zmieni się na ich niekorzyść.

## Starożytność
Grecki filozof i matematyk Tales z Miletu (625–547 p.n.e.) uchodzi za autora jednego z pierwszych cornerów, dotyczącego oliwy z oliwek. Przewidziawszy sprzyjającą pogodę i obfite zbiory, z niewielkim depozytem zarezerwował wszystkie olejarnie w okolicach Miletu.

## XVIII wiek
- 1793: Ustawa o skupowaniu(inne języki) żywności podczas Wielkiej Rewolucji Francuskiej.

## XIX wiek
W latach 1868-1921 profesor finansów Craig Pirrong odnotował około 121 cornerów na różnych rynkach zbóż i mięsa oraz 28 na rynku bawełny.
Szczytowe ceny pszenicy, wyrażone w dolarach za buszel, osiągnięte podczas cornerów między 1866 i 1922:
| Rok                                                    | 1867 | 1871 | 1872 | 1881 | 1887 | 1888 | 1898 | 1902 | 1909 | 1915 | 1921 | 1922 |
| Cena pszenicy na górze narożnika, w dolarach za buszel | 2,85 | 1.30 | 1.61 | 1.38 | 0,80 | 2    | 1,85 | 0,95 | 1.34 | 1.15 | 1,87 | 1.47 |

- 1838: Nieudany corner z 1838 roku na rynku amerykańskiej bawełnie, Nicholas Biddle zostaje aresztowany.
- Cornery na pszenicy w latach 1866–1868, w kontekście importu do Europy i rejonu Pacyfiku. W samym tylko 1868 roku profesor finansów Jerry Markham[4] odnotował 3 przypadki cornerów na pszenicy i 2 na kukurydzy, jeden na owsie oraz jedną próbę na rynku wieprzowiny. Był to rok pamiętny, ponieważ rynek terminowy w Chicago podjął próbę zakazania tej praktyki poprzez dedykowane regulacje[4]. W 1869 roku wprowadzono nawet specjalną procedurę pozwalającą niektórym operatorom na niewywiązanie się z zobowiązań w konkretnym przypadku cornera. W Illinois ustawa z 1874 roku zakazała opcji na kontrakty terminowe oraz wprowadziła kary za rozpowszechnianie fałszywych informacji[4].
- 1871: Corner Johna Lyona na pszenicy w 1871 roku w Chicago zakończył serię podobnych cornerów, a CBOT podejmuje środki kontroli i sankcje.
- 24 września 1869: Skandal Fisk-Gould, spektakularne załamanie rynku złota w Nowym Jorku (nazywanym Black Friday w języku angielskim, czyli "czarny piątek”) będące skutkiem nieudanego cornera.
- Grudzień 1880: Corner na rynku kawy z 1880 roku, jedna z największych spekulacji w historii kawowców, został zorganizowany przez trzech dużych amerykańskich handlarzy: O.G. Kimballa z Bostonu, wspólnie z dwoma nowojorczykami, Benjaminem Greenem Arnoldem, pierwszym "królem kawy”, oraz Bowie'em Dashem. O.G. Kimball zmarł w podejrzanych okolicznościach 4 grudnia 1880 roku.
- Październik 1887: corner na rynku miedzi, największa spekulacja w historii produkcji miedzi. Zorganizowany przez przemysłowca Eugène’a Secrétana i jego firmę Société des métaux, wspieraną przez Comptoir national d’escompte de Paris. Spekulacja doprowadziła do katastrofy finansowej w marcu 1889 roku, zakończonej samobójstwem prezesa i interwencją Banku Francji.
- 1887 i 1888: Corner Hutchinsona na pszenicy w 1888 roku w Chicago.
- 1897: Corner Josepha Leitera na pszenicy w 1897 roku w Chicago, udaremniony dzięki wykorzystaniu holowników-lodołamaczy na Wielkich Jeziorach Amerykańskich.

## XX wiek
- 1905: Corner na egipskim cukrze w 1905 kończy się samobójstwem szefa firmy Sucres Say oraz uwięzieniem właściciela domu handlowego Printemps.
- Październik 1907: Wybuch Paniki roku 1907, po nieudanym cornerze.
- 1909: Udany corner Pattena na pszenicy w Chicago w 1909, wywołuje wobec niego wrogie reakcje i zmusza go do wyjazd do Anglii.
- 1980: Srebrny czwartek, spektakularna, ale nieudana próba cornera na rynku srebra przez teksańskich nafciarzy Nelsona Bunkera Hunta i jego brata Williama Herberta Hunta. Zakończyła się ich bankructwem.
- Corner na cynie z 1982 roku przeprowadzony przez maklera Marca Richa, działającego w Szwajcarii i Nowym Jorku. Rich dorobił się fortuny na ropie naftowej na początku lat 1970. Podczas gdy popyt na cynę gwałtownie spadł na początku lat 80, udało mu się przejąć kontrolę nad rynkiem, po zaproponowaniu krajom produkującym cynę, globalny plan podniesienia cen cyny, wśród których znalazła się Malezja, gdzie Abdul Rahim Aki utworzył spółkę parapubliczną o nazwie Maminco, z kapitałem 90 milionów dolarów, przy wsparciu banku Bumiputra, również należącego do rządu Malezji[5].
- Corner Ferruzziego z 1989 roku na rynku soi w Chicago, uważany za największy corner od czasu spekulacji braci Hunt na srebrze dekadę wcześniej[6]. Zdarzenie to skłoniło Chicago Board of Trade do zaostrzenia swoich przepisów, zakazując firmom kontrolowania więcej niż 600 kontraktów, które wygasają w tym samym miesiącu.
- 1993: Corner Metalgesellschaft z 1993 roku na produktach naftowych rynku NYMEX. Został umożliwiony przez nieodpowiednią strategię hedgingową.
- 1992-1995: Corner na rynku miedzi Sumitomo, przeprowadzony przez Yasuo Hamanakę, przyniósł stratę 2,6 miliarda dolarów, a Hamanaka został skazany na karę więzienia w 1995 roku.

## XXI wiek
- Marzec 2001: Udany corner przeprowadzony przez Deutsche Bank na kontraktach terminowych na niemieckie obligacje skarbowe pięcioletnie, tzw. "Bobls".
- Październik 2008: Corner na Volkswagenie, w wyniku którego spółka stała się, na jedną sesję, największą firmą na świecie pod względem kapitalizacji rynkowej (wzrost o ponad 81%, po wzroście o ponad 146% w poprzedni poniedziałek). Uważając, że wycena akcji była nieuzasadniona, fundusze hedgingowe postawiły na spadek wartości, opierając się na informacji, że Porsche, główny akcjonariusz, posiadało 42,5% akcji. W rzeczywistości Porsche posiadało lub kontrolowało 74% akcji, w tym dzięki zakupowi opcji kupna, a land Dolnej Saksonii posiadał dodatkowe 20%, pozostawiając jedynie 6% akcji dostępnych na rynku, zbyt mało, by pokryć wszystkie krótkie pozycje. Straty funduszy hedgingowych i kilku banków zaangażowanych w transakcję, były kolosalne (ponad 30 miliardów euro), a zyski Porsche z tej operacji mógł wynieść około 6 miliardów euro[7].
- Maj i czerwiec 2011: Corner na rynku bawełny z 2011 roku doprowadził do postępowania sądowego między handlarzami oraz dochodzenia przez CFTC.
- Styczeń i luty 2021: Corner na akcjach spółki GameStop, powoduje duże straty u wielu funduszy hedgingowych.